# Tapaculo-da-chapada-diamantina
O tapaculo-da-chapada-diamantina (nome científico: Scytalopus diamantinensis) é uma espécie de ave da família Rhinocryptidae. É endêmica da Chapada Diamantina, no estado da Bahia, nordeste do Brasil.
S. diamantinensis está ameaçada de extinção devido à sua distribuição geográfica muito restrita, com registro em apenas cinco locais, e à destruição das florestas na região dos campos rupestres.

## Taxonomia e sistemática

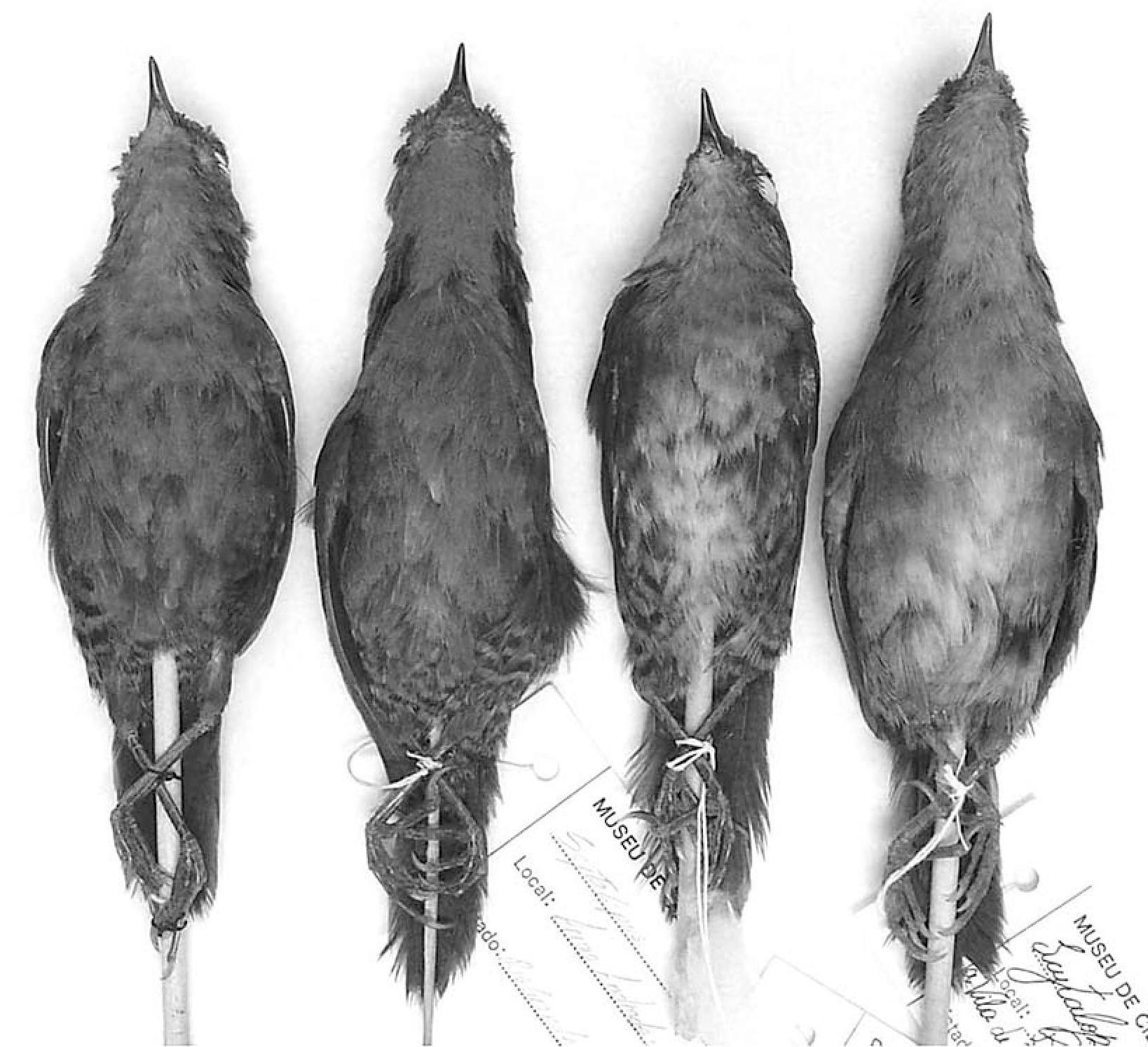
Comparação entre machos adultos de espécies do gênero Scytalopus. Da esquerda para a direita: S. diamantinensis, S. pachecoi, S. sp. nov. e S. novacapitalis

O tapaculo-da-chapada-diamantina foi descrito como nova espécie em 2007. Até aquela época acreditava-se que S. diamantinensis era intimamente relacionado ao tapaculo-ferreirinho (Scytalopus pachecoi). O Comitê de classificação sul-americano da American Ornithological Society (AOS) e também a lista de aves de Clements concordavam com essa classificação. No entanto, o Congresso Ornitológico Internacional (IOC) não reconheceu a validade do taxon.

## Descrição

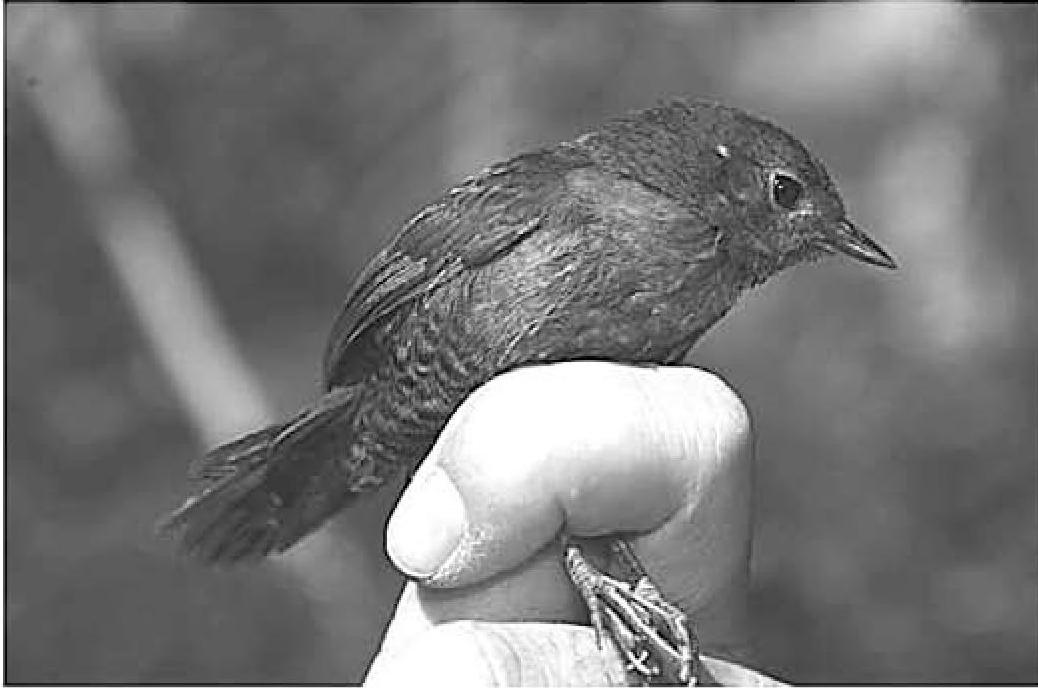
Um macho adulto, parátipo

O tapaculo-da-chapada-diamantina tem cerca de 10 cm de comprimento e 15 gramas de peso. A plumagem dos adultos é quase idêntica à de S. pachecoi. As partes superiores do macho são principalmente cinza escuro e as partes inferiores cinza mais pálido. Os flancos manchados de barras escuras, que a diferenciam do tapaculo-ferreirinho que não é barrado. A fêmea é marrom.

## Distribuição e habitat

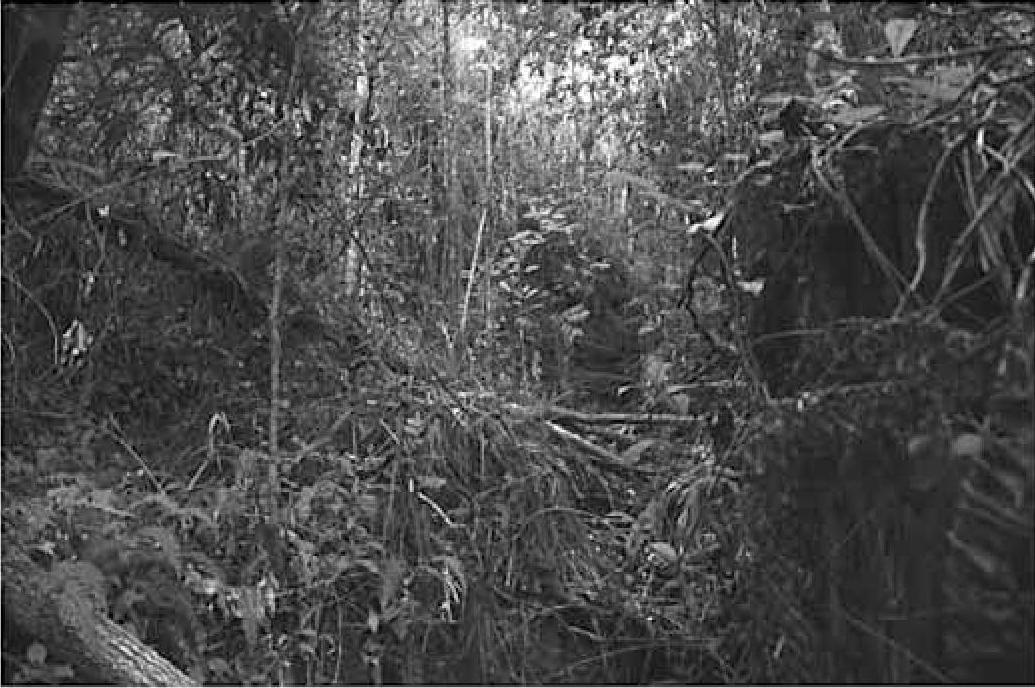
Habitat em Barra da Estiva, BA

S. diamantinensis é encontrado apenas na Chapada Diamantina, localizado no estado brasileiro da Bahia. Ele habita algumas das áreas remanescentes de floresta densa em uma região de campos rupestres, um bioma semelhante às pradarias com afloramentos rochosos a altitudes entre 850 e 1600 metros.

## Comportamento

### Alimentação
Não há qualquer informação publicada sobre a dieta ou sobre o comportamento alimentar de S. diamantinensis.

### Reprodução
Quase nada se sabe sobre a reprodução ou sobre o comportamento reprodutivo da espécie. O único ninho que foi descrito era uma tigela de gramíneas em uma fenda de rocha. Os dois filhotes foram alimentados por ambos os adultos.

### Vocalização
A vocalização de S. diamantinensis é uma nota simples, rapidamente repetida por mais de um minuto. O chamado é único, descrito como "uma única nota "tcheep"."

## Estado de conservação
A IUCN classificou o tapaculo-da-chapada-diamantina na categoria ameaçada de extinção por ter uma distribuição geográfica muito restrita, com registros em menos de cinco locais. Além disso, seu habitat está em declínio devido à destruição da vegetação natural para implantação de plantações de café e banana, coleta de lenha para uso doméstico e industrial e também pelo turismo não regulamentado."